# 에밀레종 (1968년 영화)
에밀레종은 1968년 공개된 대한민국의 영화이다.

## 배역
- 신성일
- 김지미
- 남정임
- 박노식
- 최남현
- 윤인자
- 안인숙
- 김영희
- 장훈
- 한유정
- 유하나
- 박철
- 이성일
- 강계식
- 조덕성
- 이예성
- 주일몽